# Kresten Bjerre

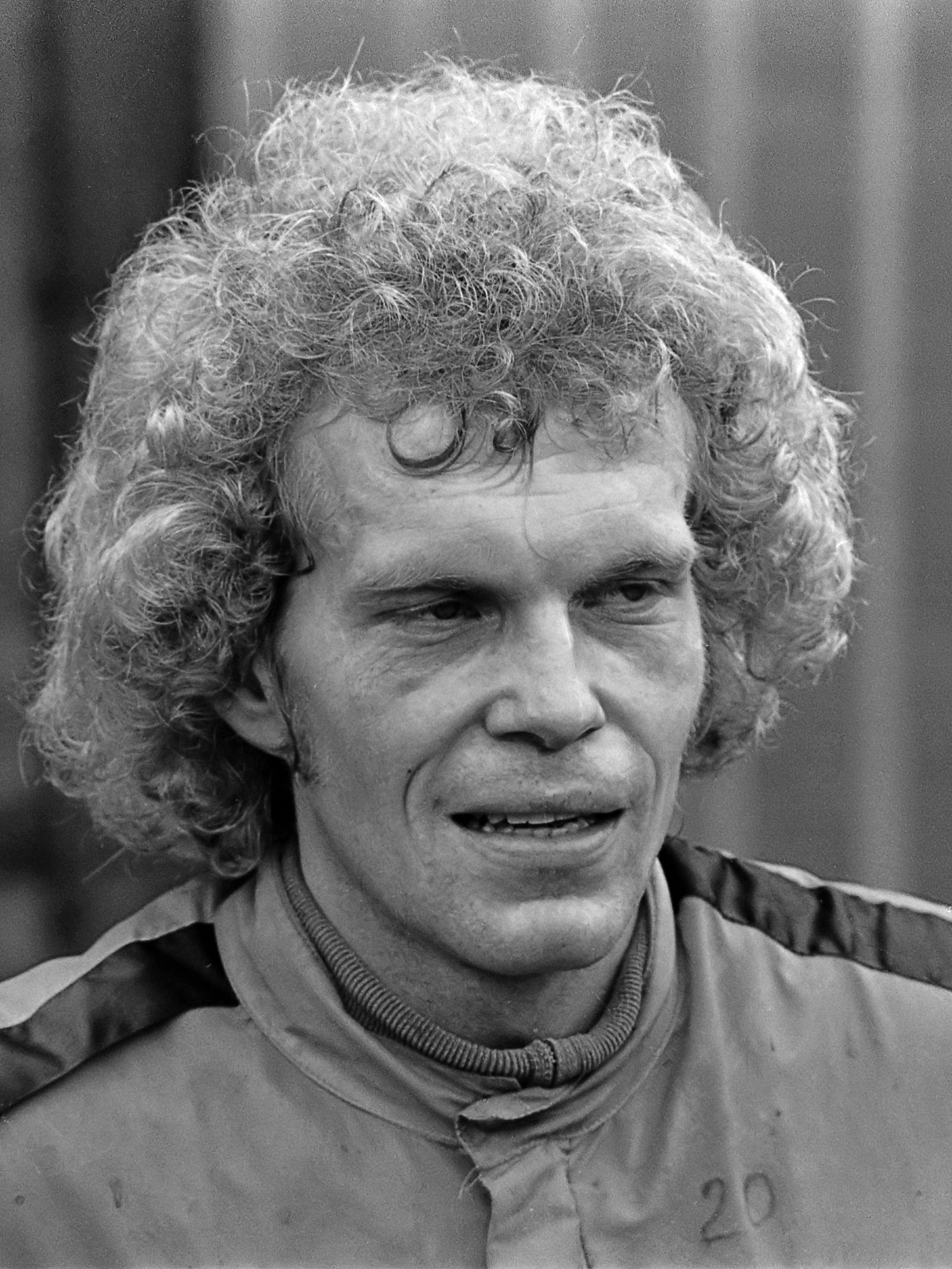
Kresten Bjerre en 1977.

Kresten Bjerre (22 de febrero de 1946 - 19 de febrero de 2014) fue un futbolista danés, que jugó profesionalmente para Houston Stars en los Estados Unidos, y los clubes europeos PSV Eindhoven y R.W.D. Molenbeek. Apodado "Generalen" (el general), como defensor obtuvo un total de 22 partidos con la selección nacional de Dinamarca, para el que anotó doce goles en los finales de 1960 y principios de 1970.

## Biografía
Nacido en Copenhague, Bjerre comenzó a jugar al fútbol con los clubes locales Boldklubben Sylvia y Akademisk Boldklub (AB). Ayudó a AB a ganar el campeonato de fútbol de Dinamarca de 1967, e hizo su debut en selección nacional en mayo de 1967. Jugó ocho partidos del equipo nacional hasta octubre de 1967, anotando ocho goles. Marcó una 'tripleta' ante Islandia, en la victoria más notable de 14-2. También anotó dos goles cuando Dinamarca derrotó a Holanda 3-2 en la clasificación para la Eurocopa 1968.
A principios de 1968, se trasladó al extranjero para jugar profesionalmente para el equipo estadounidense Houston Stars en el campeonato NASL. Debido a las normas danesas de amateurismo, su carrera del equipo nacional fue en un hiato. Jugó la temporada 1968 para Houston Stars, cuando el equipo se dobló después de la temporada, Bjerre se movió de nuevo a Europa. Luego pasó a jugar para el PSV Eindhoven, en los Países Bajos. En 1969, se trasladó a Bélgica, al club R.W.D. Molenbeek. Fue uno de los jugadores mejor pagados de la Liga belga, y fue el primer jugador extranjero en ser nombrado capitán del equipo en el fútbol belga. Mientras estaba en Molenbeek, se abolieron las normas danesas de amateurismo y Bjerre volvió a entrar en el equipo nacional de Dinamarca en mayo de 1971. Jugó 14 partidos del equipo nacional adicional, anotando otros cuatro goles. En sus últimos 13 partidos en las nacionales danesas, Kresten Bjerre se desempeñó como capitán del equipo nacional.

## Honores
- Primera División de Bélgica: 1975
- Primera División de Dinamarca: 1967